# Offizierheimgesellschaft
Eine Offizierheimgesellschaft (OHG; entsprechend Unteroffizierheimgesellschaft, UHG) ist in der Bundeswehr eine von Offizieren und / oder von Unteroffizieren eines Verbandes oder Standortes gegründete Vereinigung („Heimgesellschaft“) in der Rechtsform eines eingetragenen Vereins (e. V.). Häufig ist die Trennung zwischen Offizieren und Unteroffizieren, im Fall einer Heimgesellschaft, nicht mehr gegen, dann spricht man von einer gemeinsamen Heimgesellschaft (GHG). Vereinszweck ist vorrangig die „Pflege der Kameradschaft“, die „Betreuung der Soldatinnen und Soldaten“ und die „Durchführung kultureller und gesellschaftlicher Veranstaltungen“. Die Vereinstätigkeit und der Betrieb der Betreuungseinrichtung, Offizierheim, Offizierkasino oder (bei der Deutschen Marine) Offiziermesse genannt, hat im Einklang mit der Zentralvorschrift A1-1920/0-6001-1 und der Zentralrichtlinie A2-1920/0-600-1 (ehemals ZDv 60/2) zu erfolgen. Als Aufsichtsführender wird in der Regel der Kasernenkommandant oder der Standortälteste benannt. Die Fachaufsicht übt das Verpflegungsamt der Bundeswehr aus. Ein Offizierheim steht allen Mitgliedern des Vereins, deren Familienmitgliedern und Gästen sowie allen Heimberechtigten nach Maßgabe der Heimordnung offen.
Bei den Offizierheimen handelt es sich meist um Vereinsheime mit gastronomischem Betrieb. Da der Dienstherr (die Bundesrepublik Deutschland) die Räumlichkeiten (je nach Alter und Struktur der Kaserne entweder alte Gebäude oder Neubauten) kostenlos zur Verfügung stellt und das Personal mehrheitlich aus Soldaten besteht, kann der gastronomische Betrieb sehr günstige Preise anbieten. Ein Teil der Einnahmen wird an den Betreuungsfond abgeführt, aus dem Betreuungsmaßnahmen für die Soldaten finanziert werden. Die Heimgesellschaften müssen kostendeckend arbeiten, sind jedoch nicht gewinnorientiert.
Mit der Unterstützung der OHG kommt der Dienstherr seiner Betreuungspflicht nach. Für viele Soldaten, die weit von zu Hause entfernt stationiert sind und weil der Dienst am Wochenende eher die Regel als die Ausnahme war und ist, stellen diese Heime eine der wenigen Möglichkeiten dar, sich „zu Hause zu fühlen“, zumal im Offizierheim traditionell keine Dienstgrade gelten, sondern die Kameradschaft im Vordergrund steht.
Zu beachten ist, dass im Rahmen der Betreuung die Trennung zwischen den einzelnen Dienstgradgruppen (Offiziere, Unteroffiziere und Mannschaften) durchaus gewollt war und die Eigenheiten dieser Gruppen berücksichtigte. Sie bietet den unterschiedlichen Laufbahngruppen die Möglichkeit, unter sich zu sein. Innerhalb der Gruppen fördert sie die Kameradschaftspflege, dient dem Zusammenhalt und trägt zur Corporate Identity bei. Für Mannschaftsdienstgrade gibt es vergleichbare Einrichtungen („Heimbetriebe“). Diese auch „Kantine“ genannten Mannschaftsheime werden von der Bundeswehr an Dritte verpachtet und von diesen nach den Vorgaben der Pachtverträge zu u. a. Öffnungszeiten und Warenangebot sowie wirtschaftlichen Grundsätzen geführt.
Bei Neubauten werden inzwischen sog. „Triogebäude“ errichtet, in denen die Dienstgradgruppen zusammen betreut werden.